# Estación de Villa Comaltitlán
Villa Comaltitlán será una estación de trenes que se encuentra en Villa Comaltitlán, Chiapas.

## Historia
La estación establecida sobre la línea del Ferrocarril Panamericano que desde 1908 comunicó a los poblados de las costas de Chiapas y del Soconusco con la frontera de Guatemala y con la línea del Ferrocarril de Tehuantepec. En 1907 estaban tendidos 394 kilómetros de vía, entre San Jerónimo y Huehuetán, pasando por donde se localiza la Villa de Comaltitlán.